# Лидериц
Лидериц (Lüderitz) је град на југозападној обали Намибије. Смештен је у једном заливу, насупрот Острва ајкула (Shark Island) које је трансформисано у полуострво и постало саставни део града. Обала је слабо приступачна, лука плитка и стеновита, а терен на којем је настао град – пустињски. На обали, острвима у околини Лидерица, велике су колоније пингвина, корморана, блуна, фока и других врста животиња. 

## Географија

### Клима
Лидериц има благу пустињску климу са пријатним температурама током целе године. Просечна годишња количина падавина износи 23 mm.

## Историја
У залив данашњег Лидерица, први је 1487. године допловио португалски морепловац Бартоломео Дијас и назвао га Angra Pequena (Мали залив). Ту је подигао камени крст (падрао), као знак португалског присуства. Почетком 19. века, почео је интензиван долазак китоловаца, ловаца на фоке крзнашице, рибара и скупљача гвана, тако да се на овом месту развија значајна трговачка постаја.
Град је основан 1883. године, када је Хајнрих Фогелсанг, од локалног поглавице племена Нама, у име Адолфа Лидерица, богатог немачког трговца, купио залив и земљиште у околини. Од тада почиње организовање немачке колоније Југозападна Африка. Након нестанка Адолфа Лидерица 1886. године, током учешћа у истраживању ових крајева, залив је по њему добио име Лидерицбухт, а сам град - Лидериц. У периоду 1905—1907. године, на Острву ајкула је постојао концентрациони логор за народе Хереро и Нама, над којима је тих година извршен геноцид. 
Проналаском дијаманата у околини Лидерица 1909. године, почиње експанзија града. Године 1912, имао је 1.100 становника, не рачунајући домороце. У близини Лидерица је настао рударски град Колманскоп, који је од 1954. године напуштен, а данас представља атракцију за туристе и место снимања филмова. Капитулацијом Немачке у Првом светском рату и преласком колоније Југозападна Африка у руке Јужне Африке, из Лидерица се иселио већи број Немаца, а град је изгубио трговачки значај и важност коју је имао некада.